# Acetilceluloza
Acetilceluloza (acet- + grč. ὕλη: drvo, tvar + celuloza) ili celulozni acetat je bijeli prah dobiven esterifikacijom celuloze smjesom octene kiseline i acetanhidrida. Upotrebljava se za izradu polimernih materijala, acetatne svile, negorivih filmova, lakova i drugog.

## Acetatna vlakna
Acetatna vlakna su kemijska vlakna proizvedena od celuloznih acetata (acetilceluloze). Stupanj acetiliranja celuloze može biti različit: 
- u triacetatnim vlaknima acetiliranje celuloze gotovo je potpuno,
- dok je u diacetatnim vlaknima stupanj acetiliranja manji (približno od 9 do 26% hidroksilnih skupina može ostati neacetilirano).

Filamentna acetatna vlakna upotrebljavaju se kao zamjena za svilu (acetatna svila), a od vlasastih se vlakana izrađuju cigaretni filtri.

### Antrakinonska bojila za acetatnu svilu
Za bojenje acetatne svile upotrebljavaju se amino-, alkilamino- i hidroksiamino-derivati antrakinona, koji u fino dispergiranom stanju, u prisutnosti sredstava za snižavanje površinske napetosti, prelaze na acetatno vlakno i otapaju se u njemu, te ga oboje. Hidroksilne grupe mogu da se nalaze bilo na antrakinonskom sistemu bilo na alkilnom ostatku. Najvažnija su modra, zelena i ljubičasta bojila, jer ti tonovi nedostaju azo-bojilima za acetatnu svilu. Postignuta obojenja su živahna i dobrih postojanosti, osobito na svjetlosti i u pranju. Primjer je Cellitonechtblaugriin B, C.I. 62500, koji se priprema djelovanjem etanolamina na leuko-1,4,5,8-tetraoksiantrakinon.

## Slike
|                                         |                                                |                                                                           |                                                                                       |
| Boce napravljene od celuloznog acetata. | Pribor za jelo izrađeno od celuloznog acetata. | Prozirne precizne kocke izrađene od celuloznog acetata zaobljenih rubova. | Neupotrijebljeni i upotrijebljeni filteri cigareta napravljeni od celuloznog acetata. |